# Khay
 "Khay", Canção de Israel no Festival Eurovisão da Canção 1983.
"Khay" (alfabeto hebraico: חי, português: "Viva") foi a canção israelita  no Festival Eurovisão da Canção 1983, interpretada  em  hebraico por Ofra Haza. O título da canção foi transliterado no festival como "Hi," também recebeu os títulos "Jai" e "Hay. 
O tema tinha letra de Ehud Manor, música de Avi Toledano e foi orquestrada por Silvio Nanssi Brandes.
Na canção, Haza canta que, apesar de todas as "tempestades" ou "tormentos" que sofreu na vida, ela ainda está viva. A canção é uma metáfora em relação à "nação de Israel" (a canção é ambígua não sabemos se se refere ao moderno estado de Israel ou à comunidade judaica espalhada pelo mundo)  que sobreviveu às diversas tentativas para o/a destruir. Haza interpretou  a canção com a ajuda de um coro de cinco cantoras (Shlomo Maman, Vardina Cohen, Danny Balfolski, Sima Amiel, Sasi Keshet), que estavam vestidas de amarelo.
A canção israelita foi a 16.ª a ser interpretada na noite do evento, a seguir à canção dinamarquesa "Kloden drejer" interpretada por Gry e antes da portuguesa "Esta balada que te dou" cantada por  Armando Gama. Depois de terminar a votação, a canção israelita recebeu um total de 136 pontos e classificou-se em 2.º lugar, atrás apenas da canção alemã interpretada por Nicole . 
A canção tem tido diversos simbolismos: foi interpretada em solo alemã onde se deu o Holocausto e na cidade de Munique onde se deu o Massacre de Munique em 1972. 

## References
1. ↑  Informação das acompanhantes de Haza e da canção